# Сен-Креак (Верхние Пиренеи)
Сен-Креа́к (фр. Saint-Créac, окс. Sent Criac) — коммуна во Франции, находится в регионе Юг — Пиренеи. Департамент — Верхние Пиренеи. Входит в состав кантона Лурд-Эст. Округ коммуны — Аржелес-Газост.
Код INSEE коммуны — 65386.

## География

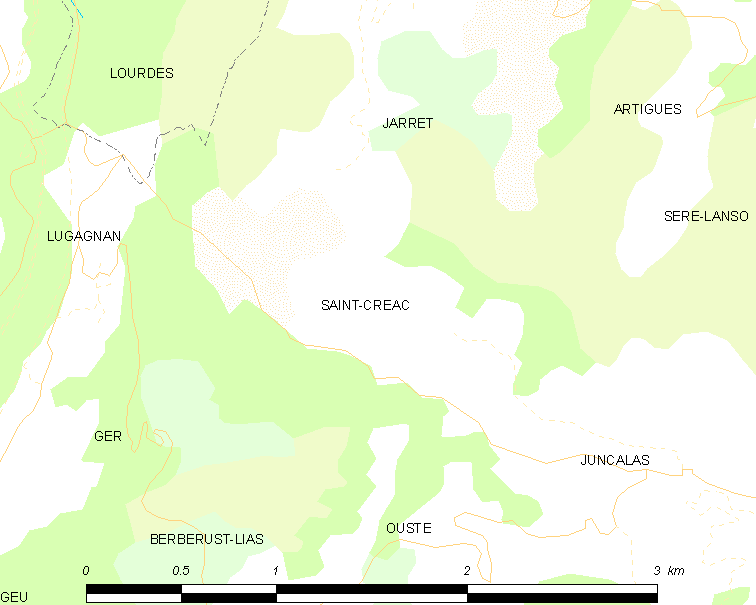
Карта коммуны

Коммуна расположена приблизительно в 670 км к югу от Парижа, в 135 км юго-западнее Тулузы, в 21 км к югу от Тарба.
Коммуна расположена в долине Кастеллубон. По территории коммуны протекает река Нес (фр. Nés).

## Климат
Климат умеренно-океанический с солнечной тёплой погодой и обильными осадками на протяжении практически всего года.

## Население
Население коммуны на 2010 год составляло 93 человека.
| 1962 | 1968 | 1975 | 1982 | 1990 | 1999 | 2010 |
| ---- | ---- | ---- | ---- | ---- | ---- | ---- |
| 140  | 129  | 104  | 115  | 117  | 115  | 93   |

## Администрация
| Период | Период | Фамилия          | Партия | Примечания |
| ------ | ------ | ---------------- | ------ | ---------- |
| 2001   | 2020   | Жан-Мишель Дюкло |        |            |

## Экономика
В 2010 году среди 59 человек трудоспособного возраста (15—64 лет) 45 были экономически активными, 14 — неактивными (показатель активности — 76,3 %, в 1999 году было 74,7 %). Из 45 активных жителей работали 42 человека (22 мужчины и 20 женщин), безработных было 3 (2 мужчин и 1 женщина). Среди 14 неактивных 1 человек был учеником или студентом, 9 — пенсионерами, 4 были неактивными по другим причинам.